# Архипов Євген Олексійович
Євген Олексійович Архипов (? — ?) — український радянський діяч, новатор виробництва, стругальник механічного цеху № 3 Торецького машинобудівного заводу Донецької області. Депутат Верховної Ради УРСР 6-го скликання.

## Біографія
На 1963 рік — стругальник механічного цеху № 3 Торецького машинобудівного заводу міста Дружківки Донецької області.

## Нагороди
- ордени
- медалі